# Cortana (spada)

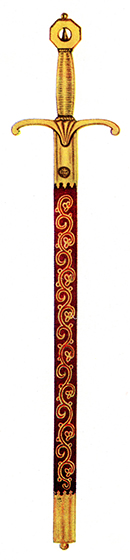
Curtana

Il termine Cortana (altrimenti nota anche come Curtana o Courtain) è la latinizzazione dell'anglofrancese curtein, dal latino curtus, cioè accorciato, utilizzato per un tipo di spada cerimoniale. È la spada di Edoardo il Confessore re d'Inghilterra, conosciuta anche come spada di Grazia o di Clemenza, che era simbolicamente rotta. Fa parte dei regalia inglesi tradizionali e oggi dei gioielli della Corona del Regno Unito.

## Storia
Curtana è una delle cinque spade che venivano utilizzate per l'incoronazione dei re e delle regine inglesi: la sua forma vuole indicare la qualità della misericordia, indispensabile per un buon sovrano, e secondo la tradizione sarebbe stata spuntata da un angelo così da evitare uccisioni ingiuste. Viene inoltre utilizzata nel corso delle cerimonie con le quali il monarca conferisce onorificenze, ordini cavallereschi o un titolo nobiliare ad un suddito inglese.
Prima delle incoronazioni era portata in processione tra la spada della giustizia temporale e quella della giustizia spirituale e si pensa che tutte e tre siano state fabbricate appositamente per l'incoronazione di Carlo I d'Inghilterra; sono inoltre tra i pochi oggetti dei gioielli della corona sfuggiti al tentativo di fusione di Oliver Cromwell.
Curtana fu anche, secondo la leggenda, la spada di Ogier il Danese e reca quest'iscrizione: "Il mio nome è Curtana e sono dello stesso acciaio e della medesima tempra di Gioiosa e Durlindana".